# Klis
Klis est un village et une municipalité située en Dalmatie, dans le comitat de Split-Dalmatie, en Croatie. Au recensement de 2001, la municipalité comptait 4 367 habitants, dont 98,47 % de Croates et le village seul comptait 2 557 habitants.

## Histoire
Au temps des Romains, la ville est connue sous le nom d’Andretium (place fortifiée selon Strabon) et se situe dans la province de Dalmatie. C'est dans cette ville que les rebelles de la grande révolte illyrienne se rendent en l'an 9 après quatre ans de conflit.
À l'époque où le royaume de Hongrie était uni à la Croatie, la ville porte le nom d'Andecrium.
Le château de Clissa, communément appelé forteresse de Klis, fut confié aux Templiers par André II de Hongrie avant son départ pour la cinquième croisade mais ils ne parvinrent pas à le conserver. Cette forteresse est également connue pour le siège et la défaite des Tatars en mars 1242 alors que ceux-ci pensaient que Béla IV de Hongrie s'était réfugié là, mais surtout parce qu'elle fut de nouveau assiégée à de nombreuses reprises entre 1515 et 1537 (Guerres ottomanes en Europe). Les Ottomans l'enlevèrent finalement aux Vénitiens.

## Localités
La municipalité de Klis compte 9 localités :
| - Brštanovo - Dugobabe - Klis - Konjsko - Korušce | - Nisko - Prugovo - Veliki Broćanac - Vučevica |